# Mafia (B.U.G. Mafia)
Mafia è l'album di debutto del gruppo hip hop rumeno B.U.G. Mafia. L'album è stato pubblicato nel 1995.

## Tracce
1. "A fost odata ..."
2. "Copiii focului"
3. "La 2 metri in pamant"
4. "Aaaah!... Ooooh!..." (skit) (feat. Rona Hartner)
5. "Bairam de cartier" (feat. M&G)
6. "Viata de borfas"
7. "C.O.D."
8. "Psihopatu'"
9. "B.U.G. Mafia"
10. "Raid mafiot"
11. "O noapte grea"
12. "Ucigas
13. "Inc'o cruce'n cimitir" (feat. Marijuana)
14. "Respect"
15. "1 Numar, 2 Numere, 3 Numere... Gata!?"